# Comisaría Regia del Turismo y Cultura Artística Popular
La Comisaría Regia del Turismo y Cultura Artística Popular è stato il primo organo statale spagnolo deputato all'amministrazione, alla promozione e allo sviluppo del turismo in Spagna. Fu creato per Real Decreto il 19 giugno 1911, su proposta del Presidente del Consiglio dei Ministri José Canalejas.

## Storia
Durante il IV Congresso Internazionale del turismo di Lisbona (1911), si sentì la necessità di creare un organismo che si occupasse dell'espansione turistica in Spagna. La Societat d'Atracció de Forasters di Barcellona propose un nuovo tipo di organismo che si occupasse dello sviluppo del turismo e della divulgazione della cultura artistica. La proposta fu accettata e si passò, con il Real Decreto del 19 giugno 1911, allo scioglimento della Comisión Nacional Permanente e alla creazione della Comisaría Regia del Turismo y Cultura Artística Popular, su proposta del Presidente del Consiglio dei Ministri, José Canalejas. La Comisaría fu il primo organo di amministrazione turistica di quell'epoca e una delle protagoniste dell'età d'oro del turismo spagnolo.

### Il Real Decreto del 19 giugno 1911
Nella Exposición de motivos del Real Decreto del 19 giugno 1911, si afferma:
Por estímulo ajeno, nacido de la admiración que el extranjero siente hacia la España artística, y por decoro nacional, se impone la necesidad de que nuestra Patria preste la debida atención a los tesoros de arte que heredó de la antigüedad, dándoles el adecuado marco dentro de las exigencias de la vida moderna.
Per stimolo esterno, nato dall'ammirazione che lo straniero ha per la Spagna artistica, e per il decoro nazionale, si impone la necessità che la nostra Patria presti la dovuta attenzione ai tesori dell'arte che ereditò dall'antichità, dando loro un'importanza adeguata all'interno delle esigenze della vita moderna.
Un intervento precedente in materia non era stato possibile a causa di temi di prioritaria importanza, come le guerre nelle colonie. Con la creazione della Comisaría ci si rende conto della necessità di occuparsi del patrimonio spirituale della Spagna e di rendere accessibili le bellezze naturali ai visitatori stranieri in modo ampio e comodo.
Nella Exposición de motivos si può leggere che tali bellezze erano:
Riquezas que España atesora que están expuestas en los libros divulgadores de cultura artística, guías, catálogos, poderosos auxiliares de sus excursiones y viajes. La multiplicidad de servicios no puede llenarse solamente por la iniciativa particular ni por la géstion aislada de diversos centros ministeriales, sino por un organismo superior que los lleve a término como obra conjunta. Por eso se propone el R.D. del 19 de junio de 1911.
Ricchezze che la Spagna custodisce, esposte nei libri di divulgazione della cultura antica, nelle guide, nei cataloghi, poderosi ausili delle escursioni e dei viaggi. La molteplicità dei servizi non può essere a carico solo dell'iniziativa privata né della gestione isolata dei diversi centri ministeriali, ma a questa si deve dedicare un organismo superiore che li porti a termine come opera congiunta. Per questo si propone il R.D. del 19 giugno 1911.

## Organizzazione e compiti della Comisaría
I compiti attribuiti alla Comisaría erano (art.2 R.D. 19 giugno 1911):
1. Proporre le misure che conducano alla diffusione delle conoscenze elementari dell'arte e alla crescita della cultura artistica collettiva.
2. Controllare che le opere artistiche, monumentali e pittoriche siano conservate in modo efficace ed esposte in maniera adeguata.
3. Promuovere e sostenere le relazioni internazionali che le necessità dell'epoca attuale esigono in materia artistica.
4. Facilitare la conoscenza e lo studio della Spagna, assicurando alloggi comodi, sicurezza e rapidità delle comunicazioni e l'accesso alle bellezze naturali e artistiche della Spagna.
5. Sviluppare, attraverso i metodi più efficaci, le relazioni spirituali, sociali ed economiche che uniscono l'America con la Spagna.

Il turismo si intese quindi come una questione artistica e culturale. La Comisaría deviò verso una specie di ministero di cultura e archeologia, anche se l'obiettivo delle riforme aveva fini turistici e di esposizione al pubblico.
La Comisaría dipendeva dalla Presidenza del Consiglio dei Ministri e il massimo responsabile dei suoi compiti era il Comisario Regio. Questi svolgeva il suo incarico gratuitamente e aveva ai suoi ordini due funzionari per ogni Ministero. Tali funzionari formavano una Junta Superior che aveva il compito di determinare qualità e attribuzioni del Comisario e della Comisaría, ma non abbandonavano i loro posti e incarichi del ministero di cui facevano parte. Così di fatto il Comisario era l'unico ad occuparsi della gestione turistica spagnola.

## Il Comisario Regio
Con il Real Decreto del 20 giugno del 1911, si nominò primo Comisario Regio Benigno de la Vega Inclán y Flaquer (Valladolid, 1858 - Madrid, 1942), marqués de la Vega Inclán. La sua elezione fu determinata dalla sua vicinanza al circolo di Alfonso XIII di Spagna, dal suo amore per la monarchia, la sua fedeltà incontestabile e protezione regia (si spiega così la lunga durata del suo incarico). Era anche appassionato di arte e archeologia e si dedicava molto al patrimonio artistico spagnolo, anche dal punto di vista professionale.
Dopo la carriera militare (era figlio del generale Miguel de la Vega Inclán y Palma, governatore di Porto Rico), era stato collezionista e mercante d'arte e aveva viaggiato e frequentato personaggi e artisti nelle principali capitali europee e americane (fu amico di Archer Milton Huntington, proprietario della Hispanic Society of America). Quando tornò in Spagna, si dedicò al recupero della Casa de el Greco a Toledo e ricreò all'interno del ghetto della città l'ambiente rinascimentale spagnolo. Per questo motivo, Benigno de la Vega-Inclán si può considerare il primo impresario turistico culturale della Spagna. Allo stesso tempo creò la Casa di Cervantes a Valladolid e il Museo Romantico a Madrid; si occupò inoltre del restauro dei Reales Alcázares de Sevilla e Segovia, e infine fu nominato Comisario Regio, incarico che svolse per diciassette anni, tanto che l'identificazione tra organo e funzionario fu assoluta.
Tuttavia, il carattere personalissimo della sua gestione, il segreto di alcuni temi che avrebbero dovuto essere pubblici, il suo impegno quasi esclusivo in questioni di turismo culturale furono le debolezze della Comisaría e il motivo di rimprovero da parte dei suoi avversari. Infatti, il comportamento di Benigno de la Vega-Inclán provocò il ritardo della crescita del turismo spagnolo, dato che egli non intendeva il turismo come un'industria moderna basata su alloggi, infrastrutture e propaganda, ma come viaggio con il significato che ebbe nel XIX secolo, e cioè caratterizzato dalla cultura come unico interesse. Di conseguenza, la Comisaría rimase un organo anacronistico, eccessivamente aristocratico e arcaizzante, slegato dalla realtà del turismo spagnolo, lontano dalla domanda delle sue figure professionali e dal momento storico in cui visse.

## Attività della Comisaría

### Turismo interno
Le attività della Comisaría si concentrarono principalmente nel turismo culturale, anche se vennero prese alcune decisioni importanti riguardo al turismo naturale o ecologico. Nel 1918 vennero dichiarati i primi Parques Nacionales, nel 1927 i Sitios y Monumentos Naturales de Interés Nacional e tra il 1921 e il 1927 vennero costruiti sentieri, rifugi e infrastrutture di montagna. Tali decisioni non erano state il frutto della volontà del Comisario, ma il risultato della convergenza di sensibilità conservative.
Il Marqués si interessò anche all'ambito sociale, e non solo relativamente al turismo e all'immagine del Paese all'estero. Per esempio, il tema di maggiore preoccupazione in questo campo fu quello di ripulire le città dai mendicanti perché non si recassero alle stazioni dei treni e non dessero fastidio agli stranieri in visita in Spagna. Altro argomento di interesse era la promozione della cultura tra le classi operaie e povere, con l'obiettivo di fornire loro delle abitazioni degne dopo la creazione di concentrazioni urbane già alla fine del XIX secolo a causa della crescita industriale.
Il Comisario dimostrò poco interesse per le terme e per il turismo terapeutico, anche se nel febbraio del 1917 avviò una serie di pratiche al riguardo. Presentò infatti un progetto per lo studio e l'adattamento di terme, residenze, stazioni invernali al Ministerio de Gobernación, alla direzione di Sanità e Sicurezza, ai governatori civili e provinciali. Un'altra pratica fu presentata al Congresso Nacional de Medicina e un'altra al Parlamento, tuttavia queste proposte non vennero considerate e così qualsiasi altra iniziativa riguardante questi temi fu abbandonata.
Il Comisario manifestò scarsa dedizione anche per l'importante questione delle infrastrutture. Per quanto riguarda invece il sistema alberghiero moderno, egli si dimostrò un eccellente precursore. Era sostenitore di un nuovo concetto di alloggio, dato che in Spagna si sentiva il bisogno, accanto ai grandi hotel, di sistemazioni di puro carattere spagnolo, alberghi modesti, che conservassero il proprio carattere tradizionale.
Nel 1921 pianificò la nascita della futura red estatal de Paradores, un tipo di alloggio basato sul modello dei comodi hotel californiani, moderni e adattati agli stili regionali e alle necessità di ogni località.
Benigno de la Vega Inclán immaginò inoltre come dovessero essere i musei del XX secolo, che non dovevano essere concepiti come magazzini, ma aver una certa atmosfera e dovevano dare intensità all'esposizione delle opere d'arte.
La Comisaría quindi si occupò per lo più del turismo culturale, interessandosi delle opere artistiche, archeologiche e divulgative. Dopo la Casa de el Greco, bisogna ricordare la sistemazione della Sinagoga del Tránsito e alcuni interventi nel centro storico di Siviglia; l'acquisto e il restauro della Casa de Cervantes a Valladolid; alcuni interventi per la Alhambra e il Generalife; riabilitazione del Barrio de Santa Cruz de Sevilla.
Il Marqués cercò anche di dare impulso a progetti turistici molto ambiziosi, come per esempio quello che prevedeva la costruzione di un porto di navi di profondità (le grandi navi da crociera transatlantiche) ad Algeciras da prolungarsi con una linea ferroviaria fino a Siviglia, Córdoba e Granada. L'intento era quello di creare uno spazio turistico internazionale nel sud della Spagna, in particolare per i turisti americani che arrivavano in nave. Tuttavia questo progetto non trovò attuazione.
Fallirono anche gli accordi per attrarre alti capitali stranieri su Madrid, con l'obiettivo di inaugurare grandi magazzini e costruire lussuosi hotel. I progetti rimasero quasi totalmente inconclusi e si inaugurò solo l'hotel Palace nel 1912.

### Turismo estero
Riguardo alla promozione del turismo spagnolo all'estero, i risultati furono diversi. Le iniziative non erano ancora portate avanti dagli uffici turistici, ma erano rese possibili grazie ai contatti personali che il Comisario aveva creato durante i suoi viaggi o grazie alla sua partecipazione ad eventi internazionali. Un importante successo fu il viaggio negli Stati Uniti, dove Benigno de la Vega Inclán fu invitato dal suo amico Archer Milton Huntington e ricevuto come ambasciatore culturale. Grazie alla profonda e duratura amicizia tra loro, le relazioni tra Spagna e Stati Uniti si intensificarono e furono possibili anche il recupero e la promozione del passato spagnolo della California. Inoltre il Marqués, intuendo le grandi possibilità e i vantaggi derivanti dalla relazione con gli USA, progettò un ufficio turistico a New York, che però non venne mai inaugurato, e lì preparò le uniche esposizioni internazionali del turismo spagnolo dell'epoca (New York, 1922-1923 e Filadelfia, 1926). Fu in questo viaggio che il Comisario ebbe l'ispirazione per la sua idea della red de Paradores grazie alla visita alle residenze californiane.

### La promozione editoriale
Un'altra questione fu quella relativa alla promozione editoriale, oggetto di polemica. La Comisaría non pubblicò testi moderni, pratici e accessibili, ma eruditi, tra il turistico e l'artistico, in una piccola collezione di libretti, El Arte en España. Le pubblicazioni della Comisaría (altre furono la Propaganda y Defensa de la España Monumental, la Sección de Montaña, la Biblioteca de Cultura Patria, la Obra Social, Propaganda de viajes por España, Hidrología médica y Estaciones de Altura, le Publicaciones de Carácter Nacional e alcune Guías Panfletos) furono pubblicate fino agli anni Cinquanta, anche se non rispondevano ad una politica editoriale turistica moderna. Tuttavia le pubblicazioni della Comisaría crearono una sensibilità verso la conservazione e la valorizzazione del patrimonio culturale spagnolo, che si consolidò come uno dei primi sforzi divulgativi della Spagna.

### La questione finanziaria
La questione finanziaria era quella più problematica, essendo stato un tema oscuro fin dal principio. Per quasi due anni infatti la Comisaría non godette di investimenti né ebbe disposizioni ufficiali così che tutte le spese erano coperte dal Comisario, che svolgeva gratuitamente il suo incarico. Inoltre, la mancanza di trasparenza e chiarezza sulla questione causarono la diminuzione del finanziamento fissandolo a 75.000 pesetas annue che avrebbero dovuto coprire tre ambiti: 1) infrastrutture, alberghi e rifugi; 2) propaganda, acquisto di libri e comunicazione; 3) stipendi, premi e viaggi. Da questo calcolo si dovevano trattenere 5000 pesetas da pagare al Ministero del Tesoro e da mantenere per possibili imprevisti. Con questo tipo di dotazione finanziaria, la Comisaría diventò un organismo assolutamente inefficace e il turismo venne ufficialmente trascurato. Il problema fondamentale era la costante insufficienza delle entrate pubbliche, al contrario degli altri paesi europei, che cercavano di investire le proprie entrate per rendere possibile la modernizzazione.

### Gli anni della Prima Guerra Mondiale e la dittatura di Primo de Rivera
Durante gli anni della prima guerra mondiale e grazie alla neutralità della Spagna nel conflitto, la Comisaría poté lanciare alcune iniziative per riorganizzare il turismo. Un esempio fu l'Esposizione di Londra del 1914, che tuttavia fallì per lo scoppio della guerra. A Londra, la Spagna non era rappresentata attraverso i suoi monumenti, la gastronomia o le corride, ma attraverso il sole, la promessa di trovare questo fenomeno naturale insieme ad altre manifestazioni di allegria, come danze e canti.
Durante la dittatura di Primo de Rivera (1923-1930), il Comisario mantenne filo diretto con il Re e orientò la sua attività verso questioni artistiche e educative così da poter resistere fino al 1928, quando Primo lo licenziò. Così nell'aprile 1928 si chiudeva la prima tappa della storia del turismo spagnolo. Quella successiva vedrà la creazione di un nuovo organo statale, grazie anche a una crescente corrente di pensiero che credeva fosse estremamente necessario dotare questo nuovo organo di maggiori risorse rispetto a quelle che aveva avuto la Comisaría, in modo tale che fosse in grado di soddisfare efficacemente i vari aspetti relativi al turismo: tra gli altri strade, ferrovie, navigazione, hotel, propaganda.